# Кардиналы-выборщики на Конклаве 1730 года
| Страна                    | Количество выборщиков |
| ------------------------- | --------------------- |
| Итальянские государства   | 50                    |
| Священная Римская империя | 7                     |
| Франция                   | 5                     |
| Испания и Португалия      | 3                     |

Следующие кардиналы-выборщики участвовали в Папском Конклаве 1730 года. Список кардиналов-выборщиков приводятся по географическим регионам и в алфавитном порядке.
Пятьдесят шесть из шестидесяти восьми кардиналов приняли участие в окончательном голосовании. Кардинал Бенедетто Памфили, O.S.Io.Hieros, который не вошёл на Конклав, умер 22 марта 1730 года, в период Sede Vacante. Кардинал Бернардо Мария Конти, O.S.B.Cas., получил апоплексический удар на Конклаве в 13:00 23 апреля 1730 года и скончался в тот же день в 5:30 вечера. Кардинал Корнелио Бентивольо представил вето испанского короля Филиппа V против избрания на папский трон кардинала Джузеппе Ренато Империали, когда ему не хватило одного голоса до избрания. Кардинал Бентивольо также представил вето испанского короля Филиппа V против избрания кардинала Антонио Феличе Дзондадари. Кардинал Лоренцо Корсини был избран и принял имя Климент XII. Он сменил папу Бенедикта XIII, который умер 21 февраля 1730 года.
В Священной Коллегии кардиналов присутствовали следующие кардиналы-выборщики, назначенные:
- 4 — папой Александром VIII;
- 1 — папой Иннокентием XII;
- 34 — папой Климентом XI;
- 1 — папой Иннокентием XIII;
- 25 — папой Бенедиктом XIII.

## Римская Курия
1. Алессандро Альбани, O.S.Io.Hieros., кардинал-дьякон с титулярной диаконией Санта-Мария-ин-Козмедин;
2. Аннибале Альбани, камерленго, архипресвитер патриаршей Ватиканской базилики, префект Священной Конгрегации фабрики святого Петра;
3. Джулио Альберони, кардинал-священник с титулярной церковью Сан-Кризогоно;
4. Джованни Баттиста Альтьери младший, кардинал-священник с титулярной церковью Сан-Маттео-ин-Мерулана;
5. Лоренцо Альтьери, кардинал-дьякон с титулярной диаконией Сант-Агата-ин-Субурра;
6. Антонио Банкьери, кардинал-дьякон с титулярной диаконией Сан-Никола-ин-Карчере;
7. Франческо Барберини младший, кардинал-епископ Остии и Веллетри, декан Коллегии кардиналов, префект Священной Конгрегации по делам епископов и монашествующих;
8. Корнелио Бентивольо, кардинал-священник с титулом церкви Санта-Чечилия;
9. Джакомо Бонкомпаньи, кардинал-епископ Альбано, архиепископ Болоньи;
10. Франческо Боргезе, кардинал-священник с титулярной церковью Сан-Сильвестро-ин-Капите ;
11. Джиберто Бартоломео Борромео, кардинал-священник с титулярной церковью Сант-Алессио ;
12. Винченцо Людовико Готти, O.P., кардинал-священник с титулярной церковью Сан-Панкрацио;
13. Джанантонио Давиа, префект Священной Конгрегации Индекса;
14. Антонио Феличе Дзондадари, кардинал-священник с титулярной церковью Санта-Бальбина ;
15. Никколо дель Джудиче, кардинал-дьякон с титулярной диаконией Санта-Мария-ад-Мартирес;
16. Джузеппе Ренато Империали, кардинал-протопресвитер, префект Священной Конгрегации хорошего управления;
17. Пьетро Луиджи Карафа младший, кардинал-священник с титулярной церковью Сан-Лоренцо-ин-Панисперна;
18. Анджело Мария Квирини, O.S.B.Cas., архиепископ-епископ Брешии;
19. Карло Колликола, кардинал-дьякон с титулярной диаконией Санта-Мария-ин-Портико-Кампителли;
20. Карло Колонна, кардинал-дьякон с титулярной диаконией Сант-Анджело-ин-Пескерия;
21. Бернардо Мария Конти, O.S.B.Cas., про-великий пенитенциарий [1];
22. Пьер Марчеллино Коррадини, апостольский про-датарий;
23. Лоренцо Корсини, кардинал-епископ Фраскати, префект Верховного Трибунала Апостольской Сигнатуры Справедливости (был избран папой римским и выбрал имя Климент XII);
24. Никколо Коша, архиепископ Беневенто;
25. Агостино Кузани, кардинал-священник с титулом церкви Санта-Мария-дель-Пополо;
26. Никколо Мария Леркари, государственный секретарь Святого Престола;
27. Просперо Марефоски, генеральный викарий Рима;
28. Карло Мария Марини, префект Священной Конгрегации обрядов, апостольский легат в Романьи;
29. Фабио Оливьери, секретарь апостольских бреве;
30. Курцио Ориго, префект Священной Конгрегации Тридентского Собора;
31. Пьетро Оттобони, кардинал-епископ Сабины, вице-канцлер Святой Римской Церкви, секретарь Верховной Священной Конгрегации Римской и Вселенской Инквизиции, архипресвитер патриаршей Либерийской базилики;
32. Бенедетто Памфили, O.S.Io.Hieros, кардинал-протодьякон, библиотекарь Святой Римской Церкви, архипресвитер патриаршей Латеранской базилики [2];
33. Винченцо Петра, про-великий пенитенциарий, префект Священной Конгрегации Пропаганды Веры;
34. Франческо Пиньятелли старший, Theat., архиепископ Неаполя, кардинал-епископ Порто и Санта Руфина, вице-декан Коллегии кардиналов;
35. Лодовико Пико делла Мирандола, префект Священной Конгрегации исправления книг Восточной Церкви, префект Священной Конгрегации индульгенций и священных реликвий, архипресвитер патриаршей Либерийской базилики;
36. Томмазо Руффо, кардинал-епископ Палестрины, архиепископ Феррары;
37. Аламанно Сальвиати, кардинал-священник;
38. Никола Гаэтано Спинола, префект Священной Конгрегации границ;
39. Джорджо Спинола, префект Священной Конгрегации церковного иммунитета;
40. Альваро Сьенфуэгос Вилласон, S.J., архиепископ Монреале, камерленго Священной Коллегии кардиналов;
41. Алессандро Фальконьери, кардинал-дьякон с титулярной диаконией Санта-Мария-делла-Скала;
42. Франческо Антонио Фини, кардинал-священник с титулом церкви Сан-Систо;
43. Камилло Чибо, кардинал-священник с титулом церкви Санто-Стефано-аль-Монте-Челио.

## Европа

### Итальянские государства
1. Джузеппе Аккорамбони, бывший епископ-архиепископ Имолы;
2. Иннико Караччоло младший, епископ Аверсы;
3. Просперо Лоренцо Ламбертини, архиепископ-епископ Анконы и Нуманы;
4. Леандро ди Порца, O.S.B.Cas., епископ Бергамо (не участвовал в Конклаве)[3];
5. Карло Винченцо Феррери, O.P., епископ Верчелли;
6. Бенедетто Эрба-Одескальки, архиепископ Милана.

### Франция
1. Мельхиор де Полиньяк, архиепископ Оша;
2. Леон Потье де Жевр, архиепископ Буржа (не участвовал в Конклаве);
3. Арман Гастон Максимильен де Роган, епископ Страсбурга, Эльзас;
4. Анри-Понс де Тиар де Бисси, епископ Мо;
5. Андре-Эркюль де Флёри, премьер-министр Франции (не участвовал в Конклаве).

### Священная Римская империя
1. Михаэль Фридрих фон Альтан, епископ Ваца;
2. Филипп Людвиг фон Зинцендорф, епископ Дьёра;
3. Сигизмунд фон Коллонич, архиепископ Вены;
4. Имре Чаки, архиепископ Калочи и Бача (не участвовал в Конклаве);
5. Дамиан Хуго Филипп фон Шёнборн-Буххайм, князь-епископ Шпайера, коадъютор княжества-епископства Констанца[4];
6. Вольфганг Ганнибал фон Шраттенбах, епископ Оломоуца (не участвовал в Конклаве);
7. Тома Филипп Вальра д’Энен-Льетар д’Эльзас-Буссю де Шиме, архиепископ Мехелена (не участвовал в Конклаве).

### Испания
1. Диего де Асторга-и-Сеспедес, архиепископ Толедо (не участвовал в Конклаве);
2. Карлос Борха Сентельяс-и-Понсе де Леон, патриарх Западной Индии (не участвовал в Конклаве);.
3. Луис Антонио де Бельюга-и-Монкада, Orat., бывший епископ Картахена.

### Португалия
1. Нуно да Кунья-э-Атайде, великий инквизитор Португалии (не участвовал в Конклаве);
2. Жозе Перейра де Ласерда, епископ Фару (не участвовал в Конклаве);
3. Жуан да Мотта-э-Силва (не участвовал в Конклаве).